# مقاطعة واشنطن (كنتاكي)
مقاطعة واشنطن (بالإنجليزية: Washington County, Kentucky)‏ هي إحدى مقاطعات ولاية كنتاكي في الولايات المتحدة. تأسست سنة 1792، وتبلغ مساحتها 485.2 كم2، بلغ عدد سكانها 11717 نسمة في عام 2010 حسب إحصاء مكتب تعداد الولايات المتحدة وتصل الكثافة السكانية فيها 24 نسمة/كم2.

## أعلام
- وليام هرقل هايس
- جورج غروندي دان

## وصلات خارجية
- www.washingtoncountyky.com/
- United States Counties